# Chủ nghĩa lãng mạn mới
Chủ nghĩa lãng mạn mới là tên gọi ước lệ, chỉ một loạt khuynh hướng thẩm mỹ nảy sinh ở văn học các nước Châu Âu vào cuối thế kỷ XIX đến đầu thế kỷ XX với tính cách phản ứng lại Chủ nghĩa tự nhiên, đôi khi phản ứng cả với tinh thần bi quan và mất lòng tin của văn học suy đồi.
Do không thành một phong trào độc lập, chủ nghĩa lãng mạn mới với tư cách là những xu hướng tư tưởng, phong cách thường đan xen và tương tác cả với khuynh hướng chủ nghĩa hiện thực lẫn khuynh hướng suy đồi. Cự tuyệt "tồn tại tầm thường" của kẻ tiểu thị dân phàm tục, các nhà lãng mạn mới, tương tự các nhà lãng mạn thế kỷ XIX, ca tụng sự dũng cảm, anh hùng, kỳ công của những hành động phiêu lưu trong những hoàn cảnh phi thường, thường mang màu sắc xứ lạ (tiếng Pháp: exotique). Nhân vật điển hình cho chủ nghĩa lãng mạn mới là người dũng cảm, phi thường, đôi khi đối lập với xã hội (bị lưu đày, bị trục xuất), đôi khi xa lạ với dân chúng ("siêu nhân"); cuộc đời họ đầy những sự lãng mạn, kèm theo đó là sự mạo hiểm, phiêu lưu. Tác phẩm lãng mạn mới thường có cốt truyện căng thẳng, gay cấn, trong đó yếu tố chủ yếu là chiến đấu, hiểm nguy, đôi khi có những sự việc bí ẩn, siêu nhiên.

## Nghệ sĩ
| - Robert Louis Stevenson (1850 - 1894), nhà văn. - Arthur Conan Doyle (22 tháng 5 năm 1859 – 7 tháng 7 năm 1930), nhà văn. - Ethel Lilian Voynich (11 tháng 5 năm 1864 - 27 tháng 7 năm 1960), tiểu thuyết gia. - Joseph Conrad (3 tháng 12 năm 1857 - 3 tháng 8 năm 1924), nhà văn. - Knut Hamsun (4 tháng 8 năm 1859 - 19 tháng 2 năm 1952), nhà văn. - Federico García Lorca (5 tháng 6 năm 1898 - 19 tháng 8 năm 1936), nhà thơ kiêm nhà soạn kịch. - Jack London (12 tháng 1 năm 1876 - 22 tháng 11 năm 1916), nhà văn. |